# プリューファー整域
数学において、プリューファー整域（プリューファーせいいき、英: Prüfer domain）とは、半遺伝的な整域のことである。整域が遺伝的であることとデデキント整域であることは同値なので、プリューファー整域はデデキント整域の一般化であり、ネーター性を仮定しない状況におけるデデキント整域の類似である。可換環がデデキント整域であることとネーター的プリューファー整域であることは同値である。プリューファー整域はハインツ・プリューファーにちなんで名づけられた。

## 特徴づけ
整域 R について以下は同値。
（ただし不ねじれとねじれなしは異なる用語であることに注意せよ）
- R はプリューファー整域（すなわち半遺伝的）である
- すべての 不ねじれ（左または右）R-加群は平坦である
- すべてのねじれのない（左または右）R-加群は平坦である
- すべての有限生成なねじれのない R-加群は射影的である
- 平坦加群の部分加群は平坦である
- 有限生成イデアルがすべて可逆である
- すべてのイデアルが平坦である

## 性質
- 整域 R がプリューファー整域ならば、R 上の n 次全行列環は半遺伝的である。
- プリューファー整域上の（左または右）加群が平坦であることと、ねじれなしなことは同値である。
- 可換環 R と R-加群 M について、{\displaystyle \mathrm {Tor} _{1}^{R}(A,C)} が C の函手として0であれば A は ねじれなしだが、A がプリューファー整域ならば逆も成り立つ。
- プリューファー整域 R 上の加群 M が ねじれなしならば {\displaystyle M\otimes _{R}C,\,C\otimes _{R}M} は C の函手として完全である。
- R がプリューファー整域で、A、C が ねじれなし R-加群であれば、R-加群 {\displaystyle A\otimes _{R}C} も ねじれなし。
- R をプリューファー整域、A を R-加群とする。すべての R 加群 C に対し R-加群 {\displaystyle \mathrm {Ext} _{R}^{1}(A,C)} が移入的であれば A は ねじれなし。